# Robert Krünert
Emil Karl Robert Krünert (ur. 14 kwietnia 1866 w Berlinie, zm. 16 czerwca 1945 tamże) – szermierz reprezentujący Cesarstwo Niemieckie, uczestnik letnich igrzysk olimpijskich w 1908 roku.